# Papilio joanae

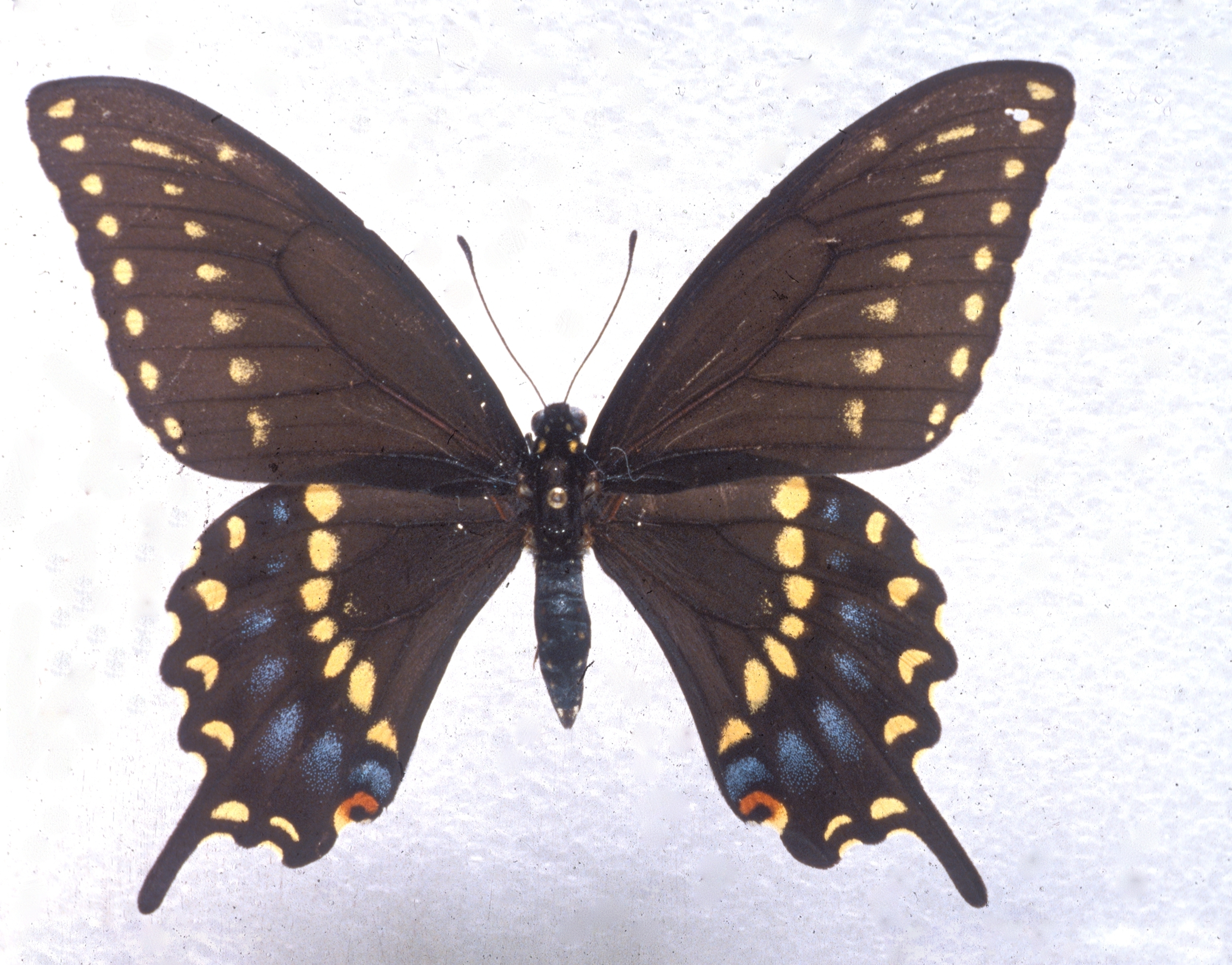
Самец

Papilio joanae — североамериканская бабочка семейства парусников (Papilionidae). В своё время этот вид считался синонимом Papilio polyxenes.

## Описание
Papilio joanae почти идентичен Papilio polyxenes. Несмотря на это сходство, анализ митохондриальной ДНК Papilio joanae показал, что он на самом деле более тесно связан с махаоном (Papilio machaon). На обеих поверхностях заднего крыла «зрачок» (тёмное пятно) в «глазке» обычно касается края крыла. На нижней стороне заднего крыла оранжевые пятна имеют очень мало желтого цвета или совсем не имеют в них.

## Ареал и места обитания

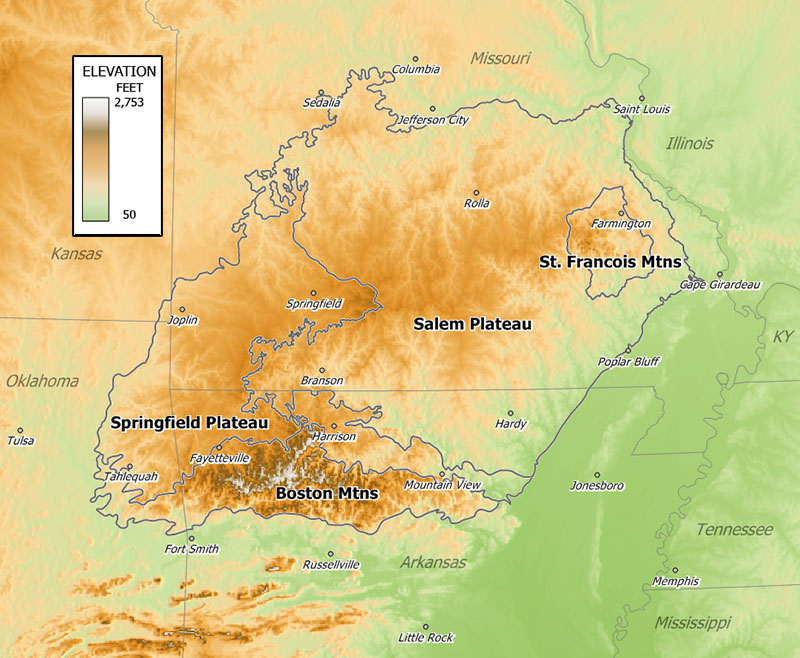
Карта гор Озарк

Эта бабочка является эндемиком гор Озарк в США. Статус присутствия вида — от необычного до редкого. P. joanae встречается в туевых прогалинах (туевом редколесье) и в лесных местообитаниях.

## Активность
Время лёта имаго Махаон из Озарка встречается с апреля по сентябрь.

## Жизненный цикл
Гусеница морфологически очень похожа на гусеницу Papilio polyxenes. Эти два вида легче отличить по среде обитания и кормовым растениям, которыми питается гусеница. Для вида характерны две генерации в год.

## Кормовые растения
Список кормовых растений, используемых короткохвостым парусником:
- Thaspium barbinode
- Taenidia integerrima
- Zizia aurea